# Качимир
Качими́р (тат. Кәчимир) — деревня  в Кукморском районе Республики Татарстан, в составе Манзарасского сельского поселения.

## Этимология
Топоним произошёл от антропонима «Кәчимир» (Качимир).

## География
Деревня находится на реке Ошторма, в 5 км к востоку от районного центра — города Кукмора. 
Через деревню проходит автомобильная дорога регионального значения 16К-1001 «Кукмор - Вятские Поляны».

## История
Основана во второй половине XVII века.
В XVIII – первой половине XIX века жители относились к сословию государственных крестьян. Их основные занятия в этот период – земледелие и скотоводство.
В середине XIX века в деревне действовали мечеть, 2 пилорамы, мельница с крупообдиркой.
В «Списке населенных мест по сведениям 1859 года», изданном в 1866 году, населённый пункт упомянут как казённая деревня Качемир 1-го стана Мамадышского уезда Казанской губернии. Располагалась при реке Ошторме, по правую сторону Кукморской торговой дороги, в 65 верстах от уездного города Мамадыша и в 3 верстах от становой квартиры во владельческом селе Кукмор (Таишевский Завод). В деревне в 81 дворе жили 500 человек (247 мужчин и 253 женщины), была мечеть.
В 1899 году была построена мечеть, при ней открыто медресе.
В начале XX века в деревне действовали мечеть, мектеб, мельница с крупообдиркой, 3 мелочные лавки. В этот период земельный надел сельской общины составлял 965,7 десятины.
В 1919—2007 годах здесь действовала школа.
До 1920 года деревня входила в Асан-Илгинскую волость Мамадышского уезда Казанской губернии. С 1920 года в составе Мамадышского кантона ТАССР. С 10 августа 1930 года – в Кукморском, с 1 февраля 1963 года – в Сабинском, с 12 января 1965 года в Кукморском районах.
В 1930 году в деревне был организован первый колхоз «Кызыл коч». С 1994 года действует коллективное сельскохозяйственное предприятие, с 2001 года — сельскохозяйственный производственный кооператив, с 2006 года — общества с ограниченной ответственностью.
В 1966—1975 годах в деревне работала птицеферма.

## Население
| 1782 | 1859 | 1897 | 1908 | 1920 | 1926 | 1938 | 1949 | 1958 | 1976 | 1979 | 1989 | 2002 | 2010 | 2017 |
| ---- | ---- | ---- | ---- | ---- | ---- | ---- | ---- | ---- | ---- | ---- | ---- | ---- | ---- | ---- |
| 54   | 500  | 642  | 682  | 580  | 617  | 928  | 407  | 426  | 402  | 401  | 349  | 351  | 364  | 416  |

Национальный состав деревни — татары.

## Экономика
Жители занимаются полеводством, скотоводством, работают в ООО «Урал» и крестьянских (фермерских) хозяйствах.

## Инфраструктура
В деревне действуют детский сад (с 1987 г.), клуб (с 1977 г.), фельдшерско-акушерский пункт (с 1969 г.).

## Религия
Мечеть — памятник культовой архитектуры в стиле «деревянной» эклектики с элементами народного зодчества, 1899 год.  С 1991 года вновь используется по назначению.